# Gastrodia celebica
Gastrodia celebica är en orkidéart som beskrevs av Rudolf Schlechter. Gastrodia celebica ingår i släktet Gastrodia och familjen orkidéer.
Artens utbredningsområde är Sulawesi. Inga underarter finns listade i Catalogue of Life.